# حديقة ألتون الوطنية
ألتون هي حديقة وطنية في ولاية كوينزلاند، أستراليا، 371 كم غرب بريزبان.